# 非洲棕櫚松鼠
非洲棕櫚松鼠（Epixerus ebii），又名愛氏棕櫚松鼠，是一種松鼠。牠們分佈在科特迪瓦、加納、利比里亞及塞拉利昂。牠們棲息在亞熱帶或熱帶的低地森林。牠們的生存受到失去棲息地所威脅。